# Клячкивский, Дмитрий Семёнович
Дми́трий Семёнович Клячкивский (укр. Дмитро Семенович Клячківський; 4 ноября 1911, Збараж, Королевство Галиции и Лодомерии — 12 февраля 1945, Оржев, Ровенская область) — деятель украинского националистического движения, один из создателей Украинской повстанческой армии.
С 13 мая 1943 года по 27 января 1944 года возглавлял УПА, до зимы 1943 года был руководителем её службы безопасности. После того, как Главную команду (Главный штаб) УПА возглавил Роман Шухевич, стал командующим сектором УПА-Север. Звание полковника УПА присвоено посмертно.

## Биография
Родился в семье банковского служащего. Окончил гимназию и курсы продавцов во Львове (1933), некоторое время учился на юридическом факультете Львовского университета. В 1934—1935 гг. работал в торговой сети «Народная торговля» в г. Станиславов, проходил службу в польской армии.
Как активист ОУН был задержан в октябре 1937, провёл некоторое время в польской тюрьме. В 1938 — член правления украинской националистической спортивной организации «Сокол» в г. Збараж.
В 1939—1940, после присоединения Западной Украины к СССР, Клячкивский (кличка «Блондин») являлся краевым проводником (руководителем) «Юнацтва» ОУН на Станиславовщине.
После раскрытия НКВД УССР планов ОУН(б) по организации восстания на Западной Украине был арестован 10 сентября 1940 года в городке Долина. На «процессе 59-ти» во Львове был приговорён к смертной казни. По апелляции приговор был изменён на 10 лет лишения свободы.
В июле 1941 года, с приближением немецких войск, бежал из Бердичевской тюрьмы, после чего под псевдонимом «Охрим» руководил львовской организацией ОУН.
В конце сентября — начале октября 1941 года, на фоне начавшихся репрессий оккупационных властей против бандеровцев, под Львовом состоялась I конференция ОУН(б). Здесь было решено перевести большую часть кадров в подполье, уклоняться от открытого конфликта с нацистами с целью сохранения сил для дальнейшей политической борьбы за самостоятельное украинское государство, устраиваться на работу в административные, общественные и культурно-образовательные учреждения, разворачивать антигитлеровскую и антисоветскую пропаганду среди населения, организовать военное обучение на местах и заниматься сбором оружия.
В январе 1942 года Д. Клячкивский стал краевым проводником ОУН на Северо-Западных украинских землях (СЗУЗ — Волынь и Южное Полесье, современные Волынская и Ровненская области). В апреле 1942 года принял участие во II конференции ОУН (б). По его указанию на Волыни было начато формирование т. н. «кустовых отрядов самообороны», которые к середине лета 1942 года насчитывали до 600 вооружённых участников.
Осенью 1942 года приступил к созданию на Волыни и в Полесье полноценных вооружённых отрядов, взяв на себя также руководство боевыми группами оуновцев, прибывшими в регион из Галиции. Таким образом была создана основа Украинской повстанческой армии (УПА).
17-23 февраля 1943 года состоялась третья конференция ОУН(б), большинство участников которой поддержали предложение начать вооружённую борьбу против немецких оккупантов, рассчитывая в перспективе на признание со стороны США и Великобритании. Против этого предложения выступали Шухевич и Клячкивский — последний считал главными врагами ОУН поляков. Он обвинял Миколу Лебедя в недостаточной поддержке идеи создания вооружённых формирований ОУН на Волыни и в Полесье, после чего в апреле 1943 на заседании провода (руководства) ОУН Микола Лебедь подал в отставку с поста проводника.
Был одним из инициаторов массового дезертирства украинских шуцманов весной 1943 года и их перехода в ряды УПА. Всего в марте-апреле 1943 года ряды УПА пополнили от 4 до 6 тысяч бывших украинских полицейских.
К 1 мая был создан высший орган военно-административного управления УПА — Главная команда, которую возглавлял Василий Ивахив. После его гибели Главную команду УПА возглавил Клячкивский («Клим Савур»). 15 мая своим распоряжением он установил «высшую меру наказания военного времени — смерть» за сотрудничество с врагом, саботаж и диверсии против УПА, шпионаж, убийства, дезертирство, кражи военного и личного имущества, вооружённые грабежи и т. п. Большое внимание уделял разведке и деятельности Службы безопасности (СБ) УПА, деятельностью которой руководил несколько месяцев. Работа разведывательных подразделений штабов и формирований различных уровней опиралась на разветвлённую агентурно-информационную сеть среди населения, которая собирала сведения о советских партизанах, немцах, польских националистах. За лето Клячкивский и его помощники создали на Волыни систему военной организации и военно-административного управления. Край был разделён на четыре оперативно-территориальных формирования — военные округа (ВО), в которых базировались соответствующие соединения УПА с прикреплёнными к ним тыловыми службами («Заграва», «Богун», «Туров», «Тютюнник»). Округа разделялись на военные надрайоны, районы, подрайоны, кущи и станицы (отдельные населённые пункты).
Как сообщал информатор советских органов госбезопасности, на «Свято зброї» 31 июля 1943 года Клячкивский в Свинарском лесу Ровенской области провёл военный смотр, в котором приняло участие 85 пехотных сотен (по 150—170 штыков каждая) и до полутора тысяч кавалеристов.
18 августа Д. Клячкивский отдал приказ разоружить отряды УНРА («бульбовцев»). Переговоры между ОУН(б) и бульбовцами продолжались зиму и весну этого года. Актив ОУН настаивал на том, чтобы бульбовцы перешли в их полное подчинение, а в качестве компенсации обещали лидеру Полесской Сечи Тарасу Боровцу должность начальника штаба. Но Боровец всячески отказывался от объединения, потому что не желал участвовать в массовом уничтожении поляков и выполнять приказы ОУН (б). Тем не менее, под давлением Клячкивского Боровец был вынужден принять часть его актива, который немедленно начал работу по вербовке бойцов на свою сторону. Клячкивскому удалось переманить на свою сторону даже некоторых офицеров Полесской сечи. Это вызвало недовольство Боровца. ОУНовцы объявили свои формирования «истинной» УПА, а Боровца объявили вне закона. Между УПА и бульбовцами начались вооружённые столкновения. 19 августа отряды УПА напали на главный штаб группировки Боровца в Костопольском районе Ровенской области, в результате чего были убиты несколько её командиров. ОУНовцам также удалось захватить в плен жену Боровца Анну Опоченскую, которая умерла в результате пыток и избиений в застенках СБ ОУН.
15 августа Клячкивский приказал провести парцелляцию заброшенных сельскохозяйственных предприятий в районах, контролируемых УПА (довоенное владение поляками), а также организовать выборы органов местного самоуправления и наладить украинское образование на уровне начальной школы. В то же время создавались новые партизанские отряды, которые часто состояли уже не из добровольцев, а из принудительно завербованных новобранцев. Замысел состоял в том, чтобы каждое украинское село стало неприступной крепостью, а все украинцы — сторонниками УПА.
В октябре 1943 по его приказу группы УПА «Туров» и «Заграва» атаковали в районе Любешова отряды советских партизан из соединения генерал-майора А. Ф. Фёдорова (первого секретаря Черниговского подпольного обкома КП(б)У). Однако из-за нескоординированности действий и своевременных контрмер партизан атаки УПА были легко отбиты. В ноябре 1943 на встрече руководителя ВО «Туров» Юрия Стельмащука с Клячкивским было принято решение не проводить больше масштабных операций против советских партизан, а беречь силы для будущей схватки с советскими силами.
28 октября 1943 Клячкивский отдал приказ не атаковать войска союзников Германии: «1) Прекратить все действия против венгров, румын, словаков, латвийцев и других, которые пребывают на нашей территории, и под угрозой немецкого террора исполняют немецкие приказы. 2) Как можно скорее прийти на местах к соглашению с указанными инонациональными военными частями и договориться с ними о взаимной неприкосновенности. …3) Указанные национальные военные части гостеприимно принимать в наших селах, даже помогать продуктами…».
В начале 1944 года стал командиром УПА-Север, уступив свою должность главнокомандующего Роману Шухевичу. 22 января ему было присвоено звание майора УПА.
2 апреля 1944 через командование немецкой группы армий «Северная Украина» передал предложение о координации борьбы с советскими войсками и предоставлении вермахту разведывательной информации. В своём послании он просил передать его отрядам 20 полевых и 10 зенитных орудий, 500 автоматов, 250 тысяч патронов, 10 тысяч гранат и др.
В июне 1944 поддержал идею Михаила Степаняка создать «Народно-освободительную революционную организацию» (украинская аббревиатура «НВРО»), которая объединила бы под единым флагом все украинские националистические и антикоммунистические политические силы. Среди предлагаемых лозунгов был и такой, обращенный к трудящимся: «Боритесь за перестройку СССР на основах вольного совместного труда самостоятельных народов!». Однако НВРО долго не просуществовало. Михаил Степаняк был захвачен с частью сподвижников советскими органами во время корректировки материалов НВРО.
Также в июне он обратился к украинцам с ещё одним обращением, вновь обвинив поляков в активной антиукраинской деятельности, помощи советским партизанам и сотрудничестве с немцами. Он также заявил, что в ответ на эти действия готов устроить новую резню («Колиивщину»).

### Военные преступления
По мнению советских спецслужб, а также ряда польских историков, Клячкивский несёт прямую ответственность за массовое уничтожение польского населения на Волыни. Известный польский исследователь украинско-польского противостояния Гжегож Мотыка полагает, что, возможно, на ІІІ конференции ОУН(б) было принято решение выселить польское население из Волыни, а местное руководство ОУН на Волыни между февралём и июнем 1943 приняло решение без предупреждения ликвидировать польское население, поскольку полагало, что в противном случае, если бы УПА стала предупреждать поляков и распространять листовки с призывом покинуть Волынь, то поляки оказывали бы сопротивление, и это сильно осложнило бы работу по их выселению. По его выводам, решение о начале антипольской акции на Волыни было принято тремя людьми — Дмитрием Клячкивским, войсковым референтом Василием Ивахивом («Сомом») и одним из руководителей отрядов УПА Иваном Литвинчуком («Дубовым»).
Другой польский историк, Владислав Филяр, высказал предположение, что на III конференции ОУН(б) было принято решение о начале «национальной революции», а краевым проводам давалась возможность выбора форм борьбы в зависимости от ситуации. На Волыни этой «свободой рук» воспользовался Клячкивский для борьбы с польским населением.
Клячкивский также отдавал приказы приказы об уничтожении советских военнопленных, бежавших из немецкого плена, инициировании физических «чисток» рядов самой УПА — с целью искоренения агентуры противника и «ненадёжных элементов».
18 мая 1943 он выпустил обращение, в котором на польскую полицию возлагалась вина за сотрудничество с немцами и уничтожение украинских сёл. В случае продолжения сотрудничества поляков с немцами авторы грозили отмщением всем гражданам польской национальности: «Если польское гражданское сообщество не повлияет на тех, кто пошел в администрацию фольксдойчами, полицейскими и другими, и не повлияет на то, чтобы они покинули эту службу, то гнев украинского народа прольётся на тех поляков, которые живут на украинских землях. Каждое спаленное село, каждое поселение, сожжённое из-за вас, отразится на вас». Ещё одним свидетельством в пользу причастности Клячкивского к резне служат материалы Третьего чрезвычайного большого съезда ОУН в 1943 году. На нём Клячкивский был подвергнут критике Михаилом Степаняком и Николаем Лебедем за «антипольские акции», поскольку они компрометировали всю организацию. Однако тогда его поддержали Роман Шухевич и ряд видных полевых командиров.

## Гибель
Место пребывания Клячкивского было сообщено взятым в плен командиром группы УПА-«Север» Юрием Стельмащуком. На допросах Стельмащук, с которым много общался нарком внутренних дел УССР генерал Т. А. Строкач, откровенно рассказал об ухудшении положения УПА. По его словам, УПА-«Север» потеряла до 60 % личного состава и около 50 % вооружения. Как признался Стельмащук, с 30 января у них с Клячкивским-Савуром была обусловлена встреча в районе Оржевских хуторов Клеванского района на Ровенщине. По словам Стельмащука, Клячкивский днём скрывается в лесах, а ночью — в домах помощников УПА. В 1-1,5 км, как правило, располагается для прикрытия «отдел особого назначения» под командованием Василия Павлонюка («Узбека»). Описал он и вид дома, где скрывался Савур.
10 февраля 1945 район, в центре которого находились села Оржев, Грабов, Покосы, Суск, Бровники был окружён силами 20-й и 24-й стрелковых бригад внутренних войск НКВД, привлечены были также Клеванские райотделы МВД и МГБ и организованные ими спецгруппы (общая численность до 5 тысяч военнослужащих). В первый день была разбита группа «Узбека», который возглавлял личную охрану командира, убито до 70 повстанцев, но «Савура» не захватили.
12 февраля 1945 оперативно-войсковая группа Клеванского райотдела МГБ и 233-го отдельного батальона ВВ НКВД, проводя прочёсывание леса возле Оржевских хуторов Клеванского района Ровненской области, обнаружила трёх человек. При преследовании все отказались сдаться и были убиты. Клячкивский был смертельно ранен старшим группы — старшим сержантом УББ МВД УССР Демиденко. Операция по убийству Клячкивского описана в очерке «Тимофей Строкач». Министру госбезопасности СССР генерал-полковнику В. Н. Меркулову и первому секретарю ЦК КПУ Н. С. Хрущёву передали спецдонесение: «…В числе убитых был опознан один из руководителей ОУН-УПА, известный в оуновском подполье под псевдонимами „Клим Савур“ и „Охрим“.» Тела погибших перевезли в Ровно. Медэкспертиза констатировала смерть Клячкивского от пулевого поражения правой части спины, а также то, что погибший около трёх дней находился далеко от жилья. В его полевой сумке нашли, кроме документов, переписку с женой. Сведений о месте захоронения Клячкивского не осталось.
Распоряжением УГВР ему посмертно было присвоено звание полковника УПА, а в 1952 году — высшая награда УПА-ОУН(б), Золотой Крест Заслуги ОУН.
В декабре 2020 года Верховная Рада Украины приняла постановление об исторических событиях и деятелях, память которых должна отмечаться на государственном уровне в 2021 году. В их число вошёл, среди прочих, Д. Клячкивский. В постановлении он был назван «военным и политическим деятелем, организатором и первым командиром Украинской повстанческой армии, руководителем Украинской повстанческой армии на Волыни и участником борьбы за независимость Украины в XX веке».

## Памятники
- 9 июля 1995 года на его родине в г. Збараж открыт памятник Клячкивскому (скульптор В. Мельник)[16].
- Ещё один памятник Дмитрию Клячкивскому был открыт 14 октября 2002 г. в г. Ровно на улице Соборной у дома 16, возле стен бывшей областной тюрьмы НКВД (скульптор В. Шолудько).
- Памятный крест Клячкивскому был открыт 23 августа 2015 на месте его смерти вблизи Оржева.[17]